# حقل توبي النفطي

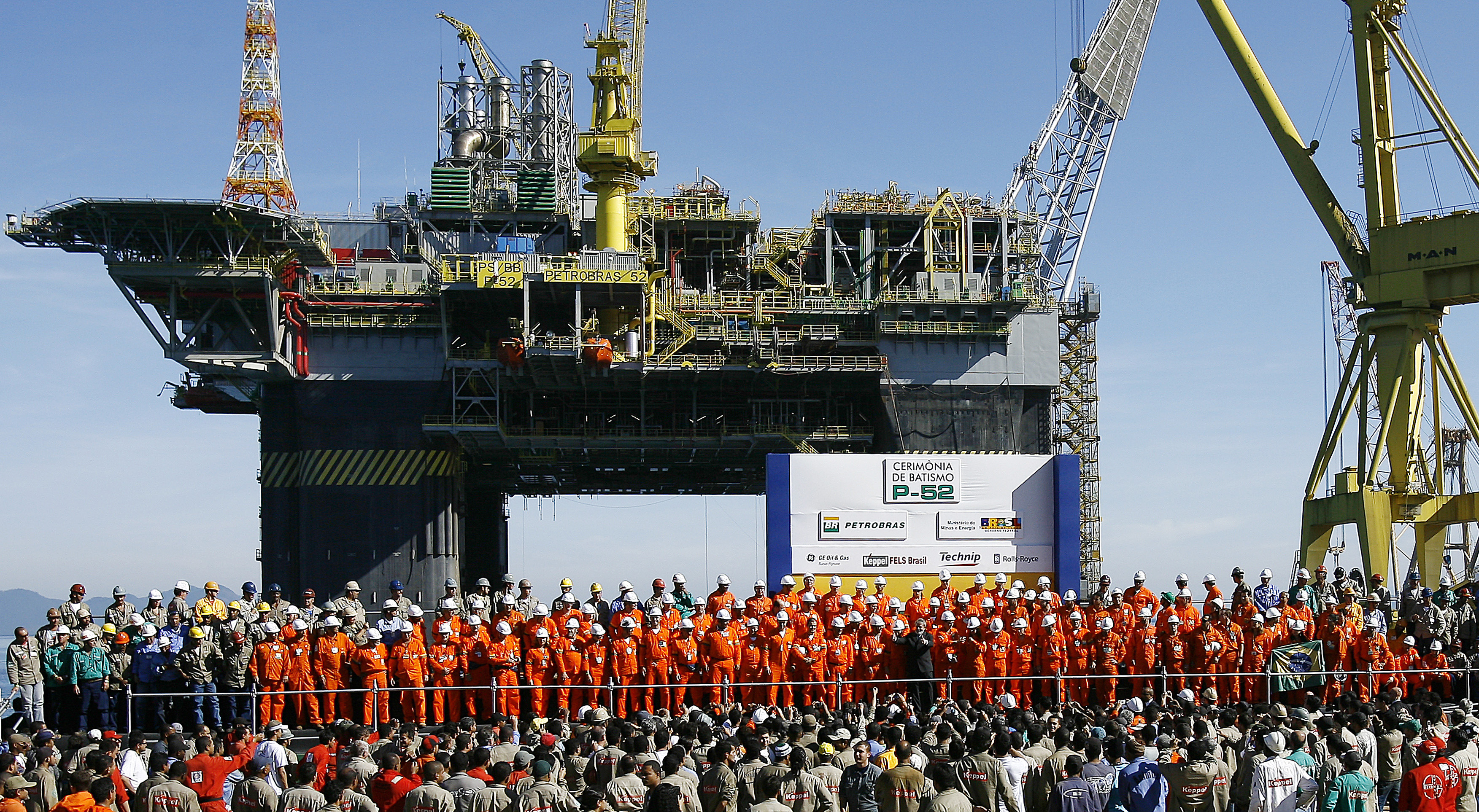
الرئيس البرازيلي لولا دا سيلفا بمناسبة إطلاق منصة النفط P-52

حقل توبي للنفط (تم إرجاعه من حقل لولا النفطي) هو حقل نفط كبير يقع في حوض سانتوس، على بعد 250 كم من ساحل ريو دي جانيرو، البرازيل. سُميّ الحقل على اسم شعب توبي، ثم تغيّر الاسم إلى «لولا» تكريماً للرئيس السابق لولا دا سيلفا. ويعتبر أكبر حقل يتم اكتشافه منذ 30 عام في الأمريكيتان.

## التاريخ
تم اكتشاف حقل لولا في أكتوبر 2006 بواسطة بتروبراس. أطلق رئيس البرازيل السابق، لويس إيناسيو لولا دا سيلفا، لقب الحقل الاستقلال الثاني للبرازيل. تم تسمية الحقل في الأصل توبي ولكن في عام 2010 تم تغيير اسمه إلى لولا. يعني اسم «لولا» بالبرتغالية الحبار ولكنه يشير أيضًا إلى لويز إيناسيو لولا دا سيلفا. يكون التقدير الأعلى البالغ 8 مليارات برميل (1.3 مليار متر مكعب) من النفط القابل للاستخراج كافيًا لتلبية إجمالي الطلب العالمي على النفط الخام لحوالي ثلاثة أشهر بمعدل الاستخراج العالمي لعام 2008 البالغ حوالي 85 مليون برميل يوميًا (13,500,000 متر مكعب / يوم)).
في يناير 2008، أعلنت بتروبراس اكتشاف حقل جوبيتر، وهو حقل ضخم للغاز الطبيعي والمكثفات يمكن أن يعادل حجم حقل لولا النفطي. تقع على بعد 37 كيلومترًا (23 ميلًا) شرق لولا.

## الخزان
يقع حقل لولا تحت 2,000 متر من الماء ثم 5,000 متر من الملح والرمل والصخور. وقد اُكتُشِف الحقل في تشكيل جيولوجي يُعرف باسم طبقة ما قبل الملح Pre-salt layer. تراكم لولا، في البلوك BM-S-11 في حوض سانتوس، يحتوي على الأقل 5 بليون برميل (0.79 كـم3) من النفط القابل للاستخلاص الذي رفع احتياطي البرازيل بنحو 62%. وذلك سيجعل حجمه ضعف رونكادور، حقل النفط، الذي كان أكبر حقل نفط في البرازيل. وحقل لولا هو اكتشاف تحت طبقة الملح، في مكامكن يبلغ سمكها ما يزيد عن 2,000 متر. النفط الخام هو ذو ثقالة متوسطة قدرها 28–30 °API، الذي يناظر جاذبية نوعية مقدارها 0.88. ويعتبر خام نفط لولا من النفط الحلو، الذي يعني أن محتوى الكبريت فيه أقل من 0.7% وزناً.
وقد دفعت التقديرات المؤخرة الإجمالي ليتعدى 30 بليون برميل (4.8×109 متر مكعب) مكافئ، إلا أن پتروبراس لم تؤكد أعلى التقديرات. التقديرات يشكك فيها بشدة المحللون غير المنحازين.

## الإنتاج
في 1 فبراير 2015، أطلقت شركة سب‌سي 7 سفينة مد أنابيب ببكرة لتعمل في حقل لولا النفطي بالبرازيل تحت عمق مائي 2000 متر. وهو انجاز غير مسبوق في الهندسة الجيوتقنية البحرية لمد أنابيب BuBi تحت البحر من إنتاج مجموعة بوتنگ.

## وصلات خارجية
- الموقع الرسمي لپتروبراس
- Offshore Technology. Image - Section through Tupi field showing thick layers of salt نسخة محفوظة 21 ديسمبر 2009 على موقع واي باك مشين.